# Marianne Czeke
Marianne Czeke (Sopron, 18 octobre 1873 - Budapest, 4 janvier 1942) est une bibliothécaire et historienne hongroise. Elle a joué un rôle important dans le mouvement des femmes hongroises.

## Biographie
Marianne Czeke est la fille de Miklós Czeke, officier, et de Paulina Mérey. Sa famille maternelle appartient à la noblesse hongroise, depuis le XVIIe siècle. Son père meurt quand elle a douze ans, et sa famille s'installe à Sopron, où elle fait ses études secondaires. Elle interrompt ses études secondaires, à la requête de sa mère, et fait des séjours d'études, à Londres, en 1896-1897, où elle assiste aux célébrations du jubilé de la reine Victoria en 1897, et à Paris, au Collège de France (1898). Elle effectue un stage à la Bibliothèque nationale de France. À son retour à Sopron, elle obtient l'autorisation de sa mère de reprendre ses études et elle est la première fille diplômée de l'enseignement secondaire de sa ville. Elle soutient sa thèse consacrée à Lessing et Shakespeare, et obtient son doctorat summa cum laude en 1905, puis en 1906, obtient un diplôme d'enseignement de l'université de Budapest.
Elle commence sa carrière professionnelle comme enseignante au lycée de filles. Début 1906, Zoltán Ferenczi (1857-1927), directeur de la bibliothèque universitaire, la fait nommer bibliothécaire honoraire, c'est-à-dire bénévole. Elle obtient un poste salarié un an plus tard. En 1934, elle est nommée bibliothécaire en chef de la bibliothèque du musée national hongrois qui devient plus tard la bibliothèque nationale Széchényi. Elle prend sa retraite en 1935. Elle meurt en 1942 à Budapest.

## Activités professionnelles et éditoriales
Elle travaille à la bibliothèque universitaire principalement en tant que rédactrice de titres et bibliographe. L'une de ses œuvres les plus importantes est le catalogue de la collection Shakespeare de la bibliothèque, publié en 1920. Elle s'intéresse également à l'histoire de la littérature et à la culture hongroise. Elle publie deux ouvrages sur la première traductrice professionnelle hongroise, Emília Lemouton (hu), l'un sur sa traduction des pièces en prose de Shakespeare en hongrois, et une biographie. Elle est co-autrice d'une biographie de la pédagogue Thérèse de Brunswick avec Margit Révész (hu), et elle publie son journal. Elle traduit des romans français et anglais, notamment le roman The Return of Tarzan d'Edgar Rice Burroughs.

## Engagement féministe
Elle est cofondatrice de l'Association nationale des femmes hongroises et de l'Association hongroise des femmes diplômées des universités (Diplomás Nök Magyarországi Szövetsege).

## Publications

### Édition scientifique
- Shakespeare-Könyvtár, Egyetemi Nyomda, Budapest, 1920 En ligne
- Brunszvik Teréz grófnő naplói és feljegyzései [Journaux et notes de la comtesse Teréz Brunswick], vol. 1, Société historique hongroise (en), Budapest, 1938.

### Traductions
- Walter Raleigh : Shakespeare Akadémia, Budapest, 1909)
- Alexandre Dumas, Bragelonne vicomte. A Három testőr trilógia befejező része. 1-6. (Vicomte de Bragelonne. La partie finale de la trilogie des Trois gardes du corps. 1-6)., Dante, Budapest., 1924,
- Edgar Rice Burroughs, Tarzan visszatérése (Le retour de Tarzan) Fővárosi Kiadó, 1924